# オーバン・スターレーサーズ
『オーバン・スターレーサーズ』は、Sav! The World Productionsとハルフィルムメーカーによる、日仏合作のレース形式で展開されるSF冒険アニメ。
突如現れた謎の存在アバター主催により、地球を遠く離れた惑星オーバンで、銀河中の勢力図や「究極の褒賞」と巡って異星人同士でレースバトルが行われる。
2006年6月にアメリカのトゥーン・ディズニーとABCファミリーで放送された後、日本のトゥーン・ディズニー（JETIXゾーン）で2006年9月23日から2007年3月25日にかけて本放送された。土・日20時00分〜、金18時30分〜/22時30分〜放映。12月の番組編成改編で土・日18時30分〜/22時30分〜に変更された。初回放送は日曜。全26話。26本×26分-2D/3D。また、『衛星アニメ劇場』（NHK BS2）でも2007年10月6日から2008年3月22日まで放送された（毎週土曜日8時06分から放映）。

## 概要
2001年に行われたヨーロッパ最大のCGショー「IMAGINA」で流したフランスのSav! The World Productions製作の『Molly Star-Recer』が話題を呼んだことをきっかけに、エモーションからの打診で企画が立ち上がる。初期段階から開発に6年かけ、Sav! The World Productionsのアート・チームが2年以上も東京に移り住んで、ハルフィルムメーカーとの共同作業のうえ作られた。
2DCGの部分は、ハルフィルムメーカー、3DCGの部分はPUMPKIN-3Dにより制作されている。
本作はアルーアス編とオーバン編の2部構成となっている。
主な製作パートナーはジェティックス・ヨーロッパ、フランス3、スーパーRTL、バンダイビジュアル、ハルフィルムメーカー、ワイルド・サイド・ビデオ。
制作者らは昔の日本のアニメ、とりわけ『未来少年コナン』に影響を受け、本作の構想を1997年に始めた。監督の一人であるトマ・ロマンは本作の制作のため来日し、以来 “ロマン・トマ” 名義で日本のアニメ制作会社・サテライトを拠点とし、様々な日本アニメの中核スタッフとして精力的に活動している。

## 物語
西暦2057年、超光速航法の開発により、地球は未だかつて無い宇宙開拓時代を迎えた。しかし、それによる恵みと同時に人類は攻撃的隣人クロッグと遭遇し奇襲を受けることになる。地球はかろうじてクロッグ侵略軍からの攻撃を凌いできたが、2067年突如訪れたアバターによりクロッグ軍は撤退する。以来、15年間地球の平和は保たれてきたが、2082年、アバターの再来により、平和と引き換えに、1万年に1度開かれるという「オーバン・スターレース」という謎のレースへの参加を余儀なくされる。
そこでは銀河中の優秀なパイロットたちが選ばれ対決するのだという。そして、不参加や敗退は即ち地球の滅亡に繋がることになる。この地球にとって究極の試練ともいえるレースへの招待。そのレースの結果で、この銀河の権力地図が描きかえられると言われている。地球の命運を背負い、ドン・ウェイ率いるレーシングチームはそのレースに立ち向かう。

## 登場人物

### メインキャラクター
モリー / エバ・ウェイ（Molly / Eva Wei）
声 - 野田順子
本作の主人公。15歳。モリーとは偽名で、本名はエバ・ウェイ。実はドン・ウェイの娘だが、父とは10年前に寄宿学校に入れられて以来面識が一切無い。寄宿学校では男子の制服を着ていた。15歳の誕生日、父との再会を胸にエバは「モリー」という偽名を使って、父が率いる有名なスター・レーサー・チームに潜り込む。
ジョーダン・ワイルド（Jordan Wilde）
声 - 里見圭一郎
アロー号狙撃手。17歳。軍所属だったが、射撃の腕を買われてレースにあたりドン・ウェイにスカウトされた。モリーの良き相棒。
ドン・ウェイ（Don Wei）
声 - 石塚運昇
マネージャー、地球においてもっとも高名で有能なレース・マネージャー。モリー（エバ）を10年前に捨てた実の娘とは知らずに、命令違反を繰り返すモリーと衝突ばかりしている。
リック・サンダーボルト（Rick Thunderbolt）
声 - 諏訪部順一
レーサー。地球のマイナーリーグチャンピオン・パイロット。元はドン・ウェイのメジャーチームに所属していたチャンプ。ドン・ウェイとは10年来のつきあい。モリー（エバ）を何かと気にかけてくれている。アルーアス予選一回戦中にアロー号の爆発事故(実際はカナレットの策略による人為的な事故)により肩を負傷してしまい、レーサーとして再起不能になるも、モリーの一時的なコーチとして彼女を訓練させる。アルーアス予選終了後は、地球に帰り一人旅をすると決めモリー達と別れることになる。
スタン（Stan）
声 - 藤井啓輔
メカニック。電子工学専門。祖父の経営する工場の技術者。
コージ（Koji）
声 - 藤田圭宣
メカニック。機械工学専門。スタンの実家の工場の技術者。常に物腰柔らかく敬語で話す。
サティス（Satis）
声 - 広瀬正志
アバターから地球チームに派遣された案内役。日本語版では関西弁で話している。実は、一万年前のオーバン・スターレースの優勝者でもある。アダル星出身である。
アイカ王子（Aikka）
声 - 三浦祥朗
ヌーラシア星の王子。代表としてスターレースに参加している。ヌーラシアは地球と敵対するクロッグとの同盟国だが、彼個人はモリーとの間に友好的な感情を持ち始めている。基本的に敬語で話している。
褐色の肌に下を向いた大きな耳が特徴。魔力を持つ弓の達人で、宇宙船の代わりとして従順で巨大なカブトムシのような生物グラールを操る。
マヤ・ウェイ（Maya Wei）
声 - 小橋知子
モリー（エバ）の実母でドン・ウェイの妻。エバに似て赤い瞳に頬に三日月の模様がある。優秀なレーサーだったが10年前のレースで幼かったモリーの目の前で事故死した。しかし、スピリットの回想によるとアロー号同様に何者かにより、宇宙船のエンジンを細工されたことで起きた人為的な事故だったことが終盤で判明する。
アバター （Avatar）
声 - ？
オーバン・スターレースの主催者を名乗る謎の存在。優勝者には「究極の褒賞」と呼ばれるどんな願いも叶える力を渡すと言う。モリーたちレーサーは、「究極の褒賞」を求めて争う。
カナレット （Canaletto）
声 - 佐々木梅治
オーバン・スターレースを裏で暗躍するカラスのような鳥人型の宇宙人。
かつては、一万年前のオーバン・スターレースの優勝者だったが、傲慢な性格だった故に宇宙を作り替えようとし、同じく一万年前のオーバン・スターレースの優勝者のサティスにより封印される。かつては、サティスと同じアダル星の代表で、サティスとは種族は異なる。

### 敵レースキャラクター

#### アルーアス予選〜対地球戦出場者
グローア（Groor）
声 - 堀川仁
アルーアス予選一回戦の相手 パイロット
フリント（Flint）
声 - 堀川仁
開催国アルーアス代表　パイロット
マルセル
声 - 丸山壮史
開催国アルーアス代表　狙撃手
セレス（Ceres）
声 - 丸山壮史
モン代表、モン文明の最後のひとり。
パラダイス（Para-Dise）
声 - 白鳥由里
11歳の天才ハッカー少女。ネコ型宇宙人。
スピリット（Spirit）
白い仮面のような顔に、全身が黒く鳥のような姿になる不気味な宇宙人。無口。10年前のあるレースでマヤと勝負しマヤを死に追いやったと思われ、エバやドン・ウェイから恨まれていた。実際は、マヤを助けようとしていたが、マヤは彼を巻き込まないように宇宙船から離れるよう指示していたことが判明する。
トロス大佐（Captain Toros）
声 - 銀河万丈
地球の攻撃的隣人であるクロッグの代表。
ラッシュ（Rush）
声 - 乃村健次
バイラス星代表でバイラス人の勇者。性格は、豪快で尋常に熱い人物。

#### オーバン本選出場者
ニン（Ning）
声 - 折笠愛
彼女達の故郷の星は戦争で滅んでおり、彼女達の種族も散り散りとなっており、今は奴隷や賞金稼ぎになっている。
スクン（Skun）
声 - 平辻朝子
ニンの相棒。
ムイール（Muir）
とある星に住むカニ型の生物で「究極の褒賞」で、自分のツガイのメスを生き返らせる為にスター・レースに参加。宇宙船の代わりに巨大な甲殻類のような生物に乗って戦う。
ファーター卿（Lord Furter）
声 - 後藤哲夫
宇宙海賊の船長。
オー（O）
正体不明の謎の生物。
クロス将軍（General Kross）
声 - 飯塚昭三
敗退したトロスの代わりに代表となったクロッグ最強の戦士。
オンダイ（Ondai）
声 - 渡辺英雄
機械生命体。
スル（Sull）
声 - 藤原啓治
銀河最強の魔術師。その力はアバターに匹敵するとのこと。

## 作中用語
オーバン・スターレース
一万年周期に銀河の中心と呼ばれる宙域で開催されるレース大会である。
まず、予選大会は、惑星オーバンの周期を周る惑星アルーアスを含む3つの惑星で開催される。予選大会に優勝した九組は、惑星オーバンで開催される本選へ行くことができる。本選では、惑星オーバンの各地を周り、9レース行い、最後に優勝した者は「究極の褒賞」を手に入れる。
その起源は、創造主たちが惑星オーバン及び自ら作った宇宙の管理者を決めるための戦いである。
地球
モリーたち地球チームの故郷である惑星。
天の川銀河の辺境にある太陽系第3惑星。西暦2057年、超光速航法の開発により、地球は未だかつて無い宇宙開拓時代を迎ていたが、人類は攻撃的隣人クロッグと遭遇し奇襲を受けることになる。地球はかろうじてクロッグ侵略軍からの攻撃を凌いできたが、2067年突如訪れたアバターによりクロッグ軍は撤退するも以来、15年間地球の平和は保たれてきたが、2082年、アバターの再来により、平和と引き換えに、「オーバン・スターレース」という謎のレースへの参加を余儀なくされる。
惑星アルーアス
惑星オーバンの周期を周る3つの惑星の一つで、予選大会の開催される場所。
アルーアス人と呼ばれるイカ型宇宙人が暮らす、地球に似た自然豊かな惑星である。
惑星オーバン
地球から二万光年先にある銀河の中心と呼ばれる宙域にある惑星。本選が開催される場所でもある。自然豊かで様々な動物や植物が暮らしている。
かつて、創造主と呼ばれる種族たちが住んでいたが、現在では彼らの残した遺跡のみが、残すのみである。サティス曰くオーバンは、「母なる星であり、無限の力の源」とのこと。
その正体は、銀河や惑星などの種を惑星核から作り出し、宇宙に放出するように創造主たちが生み出した人工惑星。
飛行神殿
レーサーたちが拠点となる場所である。中心には「パワーピラミッド」と呼ばれる装置が安置している。
心の神殿
創造主たちが残した遺跡で飛行神殿と同じ「パワーピラミッド」が安置されている。
ヌーラシア星
アイカ王子の故郷である惑星。
ヌーラシアは地球と敵対するクロッグとの同盟を結んでいる。
クロッグ
地球の攻撃的隣人である宇宙人。
創造主
かつて、惑星オーバンに生息し宇宙の管理者と呼ばれた高度な技術と不死の命を持った種族。
しかし、創造主たち同士による争いが起き、惑星オーバン及び周囲の銀河系を巻き込む大戦争になった。そのせいで銀河系のほとんどの文明が一瞬に滅ぼしてしまう。そして生き残った彼らは不死の命を捨て、次なる宇宙の管理者を決めるために彼らが作った惑星に住む種族たちから選び戦わせる。それが「オーバン・スターレース」の起源となった。
また創造主たちは移住者であり、種族の発祥は不明である。
アロー号
地球チームのスターレーサー高速宇宙船。酷使されてもチームメンバーの冒険に忠実に寄り添っている。メンテナンスは電子工学専門のスタンと機械工学専門のコージの手により行われる。
パワーピラミッド
創造主たちの残したピラミッド型の装置。
オーバン・スターレースの優勝者は、この装置に触れ、惑星オーバンと創造主たちの力を引き継ぐことで、宇宙の管理者"アバター"となる。
アバター
宇宙の管理者となった者の称号であり、「究極の褒賞」その物である。
アバターとなった優勝者は、寿命も一万年以上は生きることになる。また、生涯惑星オーバンと全宇宙の守護者として使命を全うしなければならない。アバターは、強大な力を持つ反面、死者を蘇らせることができないらしい。

## スタッフ
- 原作 - Sav! The World Productions
- クリエイター ライター プロデューサー - Savin Yeatman-Eiffel（サヴァン・イェットマン・エッフェル）[8]
- 監督・ディレクター - Thomas Romain&Savin Yeatman-Eiffel（トマ・ロマン&サヴァン・イェットマン・エッフェル）
- アート・ディレクター キャラクター・チーフデザイナー - Thomas Romain（トマ・ロマン）
- メカ・背景チーフデザイナー - Stanislas Brunet（スタニズラス・ブリュネ）
- アニメーションキャラクターデザイン - 佐々加奈子
- メカニック&プロップデザイン - 杉本功
- 3D演出 - わたなべぢゅんいち
- 美術スーパーバイザー - 窪田忠男
- 色彩設計 - 谷本千恵
- 演出監修 - 狩屋忍
- 日本語版音響監督 - 岩田敦彦
- 日本語ダイアログ - 河原ゆうじ
- プレスコアリング - 山田富二男
- 録音スタジオ - ブロードメディア・スタジオ
- 撮影監督 - 高橋賢太郎
- 編集 - 瀬山武司
- サウンドデザイン - Jérôme Wiciak
- 音楽 - 岩崎琢
- 2Dアニメーション制作 - ハルフィルムメーカー
- 3Dアニメーション制作 - Pumpkin-3D
- 著作 - SAV! The World Productions / Jetix Europe

## 主題歌
オープニングテーマ「Chance To Shine」
作詞 - 菅野よう子、岩里祐穂 / 作曲 - 菅野よう子
歌唱 - AKINO from bless4
エンディングテーマ「笑ってた」
作詞 - 菅野よう子、岩里祐穂 / 作曲 - 菅野よう子
歌唱 - スコシ

## 各話リスト
| 話数         | サブタイトル           | サブタイトル                | サブタイトル                 | 脚本                               | 絵コンテ                    | 演出                        | 作画監督                     |
| 話数         | 日本語題               | 英題                        | 仏題                         | 脚本                               | 絵コンテ                    | 演出                        | 作画監督                     |
| ------------ | ---------------------- | --------------------------- | ---------------------------- | ---------------------------------- | --------------------------- | --------------------------- | ---------------------------- |
| アルーアス編 |                        |                             |                              |                                    |                             |                             |                              |
| 1            | 新たな出発             | A Fresh Start               | Un nouveau départ            | サバン・ イエットマン・ エッフェル | 大橋誉志光                  | 佐山聖子                    | 熊谷哲矢                     |
| 2            | 戦闘開始               | Hostilities Break Out       | Les hostilités commencent    | サバン・ イエットマン・ エッフェル | 大橋誉志光 佐山聖子         | 小坂春女 わたなべぢゅんいち | 愛姫みかん 竹田逸子 古賀準二 |
| 3            | 真面目なグローア       | Grave Like Grooor           | Guerrier comme Grooor        | サバン・ イエットマン・ エッフェル | 河本昇悟 大橋誉志光         | 小坂春女                    | 早川淳一                     |
| 4            | 人気者フリント         | In Like Flint               | Flamboyant comme Flint       | サバン・ イエットマン・ エッフェル | クリストフ吉田              | 渡辺正彦                    | 松本朋之                     |
| 5            | 冷徹セレス             | Cruel Like Ceres            | Cruel comme Cérès            | サバン・ イエットマン・ エッフェル | 佐山聖子 大橋誉志光         | 小高義規                    | 小丸敏之                     |
| 6            | おちゃめにパラダイス   | Playful Like Para-Dice      | Piquée comme Para-Dice       | サバン・ イエットマン・ エッフェル | 河本昇悟 クリストフ吉田     | 渡辺正彦                    | 松本朋之                     |
| 7            | 危険なトロス           | Treacherous Like Toros      | Traître comme Toros          | サバン・ イエットマン・ エッフェル | 島崎奈々子                  | 島崎奈々子                  | 早川淳一                     |
| 8            | 元気なアイカ           | Agile Like Aikka            | Agile comme Aikka            | サバン・ イエットマン・ エッフェル | クリストフ吉田              | 渡辺正彦                    | 松本朋之                     |
| 9            | 驚きのスーパーレーサー | Surprising Like Super-Racer | Surprenant comme Super-Racer | サバン・ イエットマン・ エッフェル | 河本昇悟                    | 小坂春女                    | 村上直紀 早川淳一 古賀準二   |
| 10           | しぶといラッシュ       | Resistant Like Rush         | Robuste comme Rush           | サバン・ イエットマン・ エッフェル | くるおひろし                | くるおひろし                | 吉田徹                       |
| 11           | 沈黙のスピリット       | Silent like Spirit          | Silencieux comme Spirit      | サバン・ イエットマン・ エッフェル | もりたけし                  | 小坂春女                    | 古賀準二 畑智司              |
| 12           | 勝利への意志           | The will to win             | Le coeur au ventre           | サバン・ イエットマン・ エッフェル | 佐山聖子                    | 大脊戸聡                    | 熊谷哲矢                     |
| 13           | 前進！                 | Make way!                   | Dernière ligne droite        | サバン・ イエットマン・ エッフェル | 河本昇悟                    | 渡辺正彦                    | 松本朋之                     |
| オーバン編   |                        |                             |                              |                                    |                             |                             |                              |
| 14           | ようこそオーバンへ！   | Welcome to Oban             | Bienvenue sur Oban           | サバン・ イエットマン・ エッフェル | クリストフ吉田 くるおひろし | 渡辺正彦                    | 松本朋之                     |
| 15           | 凶暴なファーター卿     | Fierce Like Lord Furter     | Furieux comme Lord Furter    | サバン・ イエットマン・ エッフェル | 増井壮一                    | 吉田徹                      | 根岸宏行                     |
| 16           | 神経質なニンとスクン   | Nervous Like Ning and Skun  | Nerveuses comme Ning et Skun | サバン・ イエットマン・ エッフェル | 増井壮一                    | 渡辺正彦                    | 松本朋之                     |
| 17           | 冷血漢オンダイ         | Optimised Like Ondai        | Optimisé comme Ondai         | サバン・ イエットマン・ エッフェル | 増井壮一                    | 小坂春女                    | 早川淳一 古賀準二            |
| 18           | 怪物ムイール           | Monstrous Like Muir         | Monstrueux comme Muir        | サバン・ イエットマン・ エッフェル | 増井壮一                    | 小坂春女                    | 早川淳一 古賀準二            |
| 19           | 世界の起源             | The Origin of the World     | L'origine du monde           | サバン・ イエットマン・ エッフェル | 竹市眞                      | 小坂春女                    | 畑智司 早川淳一              |
| 20           | スルの秘密             | Secret Like Sull            | Secret comme Sull            | サバン・ イエットマン・ エッフェル | 佐山聖子                    | 大脊戸聡                    | 熊谷哲矢                     |
| 21           | 不気味なオー           | Ominous Like O              | Omniscient comme O           | サバン・ イエットマン・ エッフェル | もりたけし                  | 渡辺正彦                    | 松本朋之                     |
| 22           | 新事実                 | Revelations                 | Révélations                  | サバン・ イエットマン・ エッフェル | 増井壮一                    | 小坂春女                    | 中村深雪                     |
| 23           | 残忍なクロス           | Cruel Like Kross            | Cruel comme Kross            | サバン・ イエットマン・ エッフェル | 増井壮一                    | 渡辺正彦                    | 松本朋之                     |
| 24           | カナレットの復讐       | Kanaletto's Revenge         | La revanche de Canaletto     | サバン・ イエットマン・ エッフェル | 増井壮一 大橋誉志光         | 渡辺正彦                    | 松本朋之                     |
| 25           | 思いもかけぬ同盟       | Unlikely Alliances          | Le triomphe de Canaletto     | サバン・ イエットマン・ エッフェル | 増井壮一                    | 小坂春女                    | 羽生貴之 早川淳一            |
| 26           | 真実のとき             | The Moment of Truth         | Le moment de vérité          | サバン・ イエットマン・ エッフェル | 佐山聖子                    | 佐山聖子                    | 古賀準二                     |

## 各国での放送状況
- フランスではフランス3にて2006年4月12日より放送開始。
- アメリカではトゥーン・ディズニーにて6月5日、ABCファミリーにて6月10日より放送。
- 日本ではトゥーン・ディズニーにて9月23日より放送され、2007年10月6日からNHK-BS2の『衛星アニメ劇場』内で毎週土曜日8時06分 - 8時31分に放送されている。
  - EPISODE6までは次回予告部分が16:9サイズで放送されていたが、EPISODE7からは4:3に戻った。
  - 2007年12月15日（EPISODE11・12）と12月22日（EPISODE13・14）は2週連続2話放送。

## 映像ソフト
日本においては放送当時、映像ソフト未発売であった。
しかし2022年2月1日から3月8日にかけ、原作のSav! The World ProductionsによりKickstarterを用いたクラウドファンディングが開始。日本語音声を含む各国で放送された映像がHD画質で収録されるBlu-ray Discがリターンとなるコースが設定され、日本からも支援可能となっている。なおBlu-ray Discはリージョンフリーで製作されるため、日本の機器においても再生可能である。